# Вершловский, Семён Григорьевич
Семён Григорьевич Вершловский (27 января 1931, Ленинград — 10 октября 2015, Санкт-Петербург) — советский и российский педагог, доктор педагогических наук, профессор, специалист в области андрагогики и непрерывного образования.

## Биография
Родился в Ленинграде. Окончил среднюю школу № 222 Центрального района (Петришуле) и (в 1952) исторический факультет ЛГПИ им. А. И. Герцена. В 1952—1955 годах работал учителем истории, а затем завучем Питкярантской средней школы в Карелии, а в 1955—1963 годах был учителем истории и завучем школы рабочей молодежи № 151 в Ленинграде при заводе «Скороход».
В 1963—1999 годах работал в НИИ общего образования взрослых АПН СССР (в дальнейшем — Институт образования взрослых РАО) научным сотрудником, а затем заведующим лабораторией социологических проблем. В 1965 году защитил кандидатскую, а в 1986 году — докторскую диссертацию («Стимулирование общего образования взрослых как социально‐педагогическая проблема»). В 1999 году создал в Санкт‐Петербургском государственном университете педагогического мастерства (ныне — Санкт-Петербургская академия постдипломного педагогического образования) кафедру педагогики и андрагогики, которой заведовал до 2009 года, а затем оставался профессором этой кафедры.
Ранние работы посвящены проблемам образования рабочей молодежи и работе вечерних школ. Наиболее важные работы посвящены методологии андрагогики и теории непрерывного образования взрослых, вопросам профессионально‐педагогического становления педагога и системы постдипломного педагогического образования в целом, эффективному развитию петербургской системы образования. Значительная часть работ посвящена исследовательской деятельности петербургских школ‐лабораторий. Идеолог и руководитель исследований по созданию социологического портрета выпускника петербургской школы.
Внёс значительный вклад в развитие российской, особенно петербургской, школы. Число школ-лабораторий, входивших в созданную им ассоциацию, достигало 60-ти. Важное значение имели проведенные под его руководством многолетние серийные исследования выпускников и педагогов петербургских школ. Был ярким представителем гуманистической педагогики. Неутомимый популяризатор педагогической науки.
Был блистательным лектором, прекрасным научным руководителем. Под его руководством было защищено 32 кандидатских и 7 докторских диссертаций. Автор более 200 научных исследований, в числе которых более 30 монографий и более 20 учебных пособий.